# Duchovní správa kostela svatého Václava v Habřině
Duchovní správa kostela svatého Václava v Habřině je územním společenstvím římských katolíků v rámci královéhradeckého vikariátu královéhradecké diecéze.

## O farnosti

### Historie
V Habřině, na vrchu Chloumku, je v roce 1295 doložena dřevěná kaple, zasvěcená svatému Václavu. V roce 1357 se již uvádí existence kamenného kostelíka s plebánií (samostatnou venkovskou farností). Farnost v pozdější době zanikla. Na přelomu 16. a 17. století byl kostel svatého Václava naposledy zásadně přestavován. V roce 1870 byl kostelní areál doplněn o samostatnou zděnou zvonici, v jejímž přístavku byl tehdy zřízen byt hrobníka. Habřina tehdy byla součástí farnosti Holohlavy. K 1. lednu 2019 byla zřízena při kostele sv. Václava rektorátní duchovní správa.

### Současnost
Rektorem kostela sv. Václava je kněz z nechanické farnosti.
| Kostel             | Místo              | Bohoslužba | Bohoslužba | Poznámka          |
| ------------------ | ------------------ | ---------- | ---------- | ----------------- |
| Kostel sv. Václava | Habřina - Chloumek | 28. září   | 10.00      | rektorátní kostel |